# Océano de magma
Los océanos de magma existen durante los períodos de acumulación de la Tierra o de cualquier planeta cuando el planeta está total o parcialmente fundido. En el sistema solar temprano, la energía para fundir objetos provenía en gran medida de la descomposición del aluminio radiactivo 26. A medida que los planetas crecen, la energía se suministra a partir de impactos grandes o gigantes. Durante su formación, la Tierra probablemente sufrió una serie de océanos de magma como resultado de impactos gigantes, el último fue el impacto de la formación de la Luna. 
Los océanos de magma son partes integrales de la formación planetaria, ya que facilitan la formación de un núcleo a través de la segregación de metales y una atmósfera e hidrosfera a través de la desgasificación. Los océanos de magma pueden sobrevivir de millones a decenas de millones de años, intercalados por condiciones relativamente clementes. 
Los océanos de magma terrestres son ampliamente aceptados, y la mejor evidencia química para ellos es la abundancia de ciertos elementos siderófilos en el manto que registran las profundidades del océano de magma de aproximadamente 1000 km durante la acumulación. También se produjo un océano de magma en la Luna durante y después de su formación. 